# ヘルマン・ゼーゲル

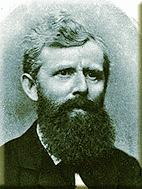
ヘルマン・ゼーゲル（Hermann August Seger）

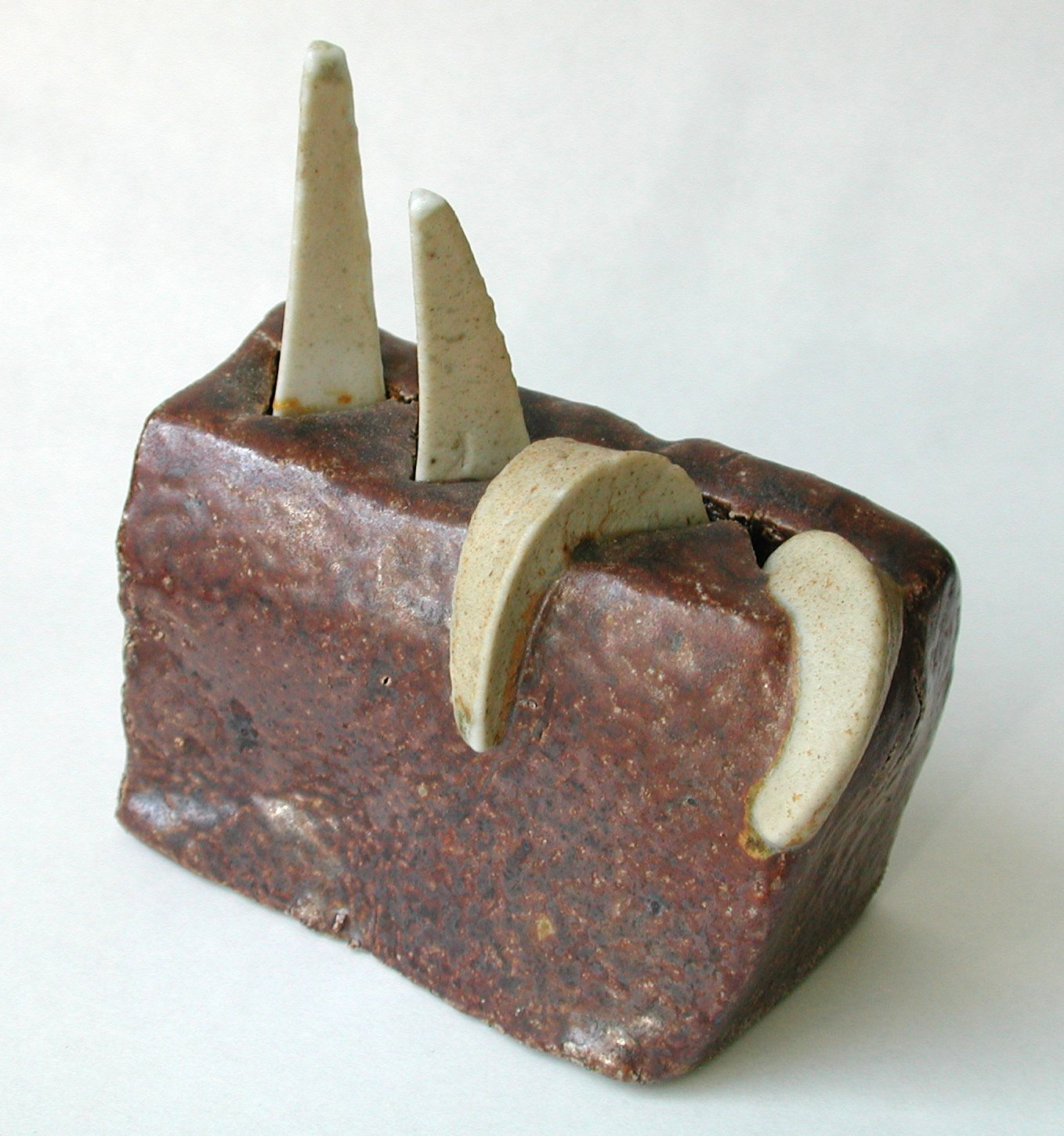
使用後のゼーゲルコーン。配合の異なる主成分がアルミナの三角錐が溶ける様子から炉の中の温度を推測する。

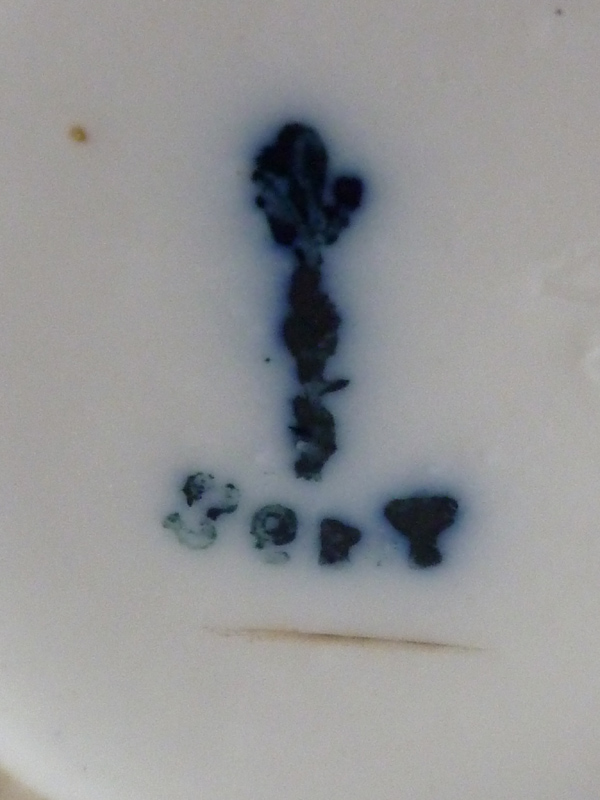
陶芸作品の印章

ヘルマン・ゼーゲル（Hermann August Seger、1839年12月26日 - 1893年10月30日）は、ドイツの化学者。科学的陶芸技術の父。

## 略歴
- 1868年、ドイツ北部ロストックで学位を取得する。
  - 周辺国の陶磁器産地を旅行し、経験に頼った陶芸技術の科学的研究を思い立つ。
- 1874年、粘土の示性分析法ゼーゲル分析を発表する。
- 1877年、製陶業者向けの「製陶工業新聞｣を創刊する。
- 1878年、ベルリン王立磁器製陶所に参加する。
- 1886年、ゼーゲルコーンを発明する。

## 発明品
- ゼーゲルコーン
  - 炉内温度測定用粘土で、融解点を利用した単純な方法は世界中に広まる。
- ゼーゲル陶器
- ゼーゲル実験室用ガス炉